# Bezange-la-Grande
Bezange-la-Grande – miejscowość i gmina we Francji, w regionie Grand Est, w departamencie Meurthe i Mozela.
Według danych na rok 1990 gminę zamieszkiwały 202 osoby, a gęstość zaludnienia wynosiła 12 osób/km² (wśród 2335 gmin Lotaryngii Bezange-la-Grande plasuje się na 843. miejscu pod względem liczby ludności, natomiast pod względem powierzchni na miejscu 272.).

## Galeria

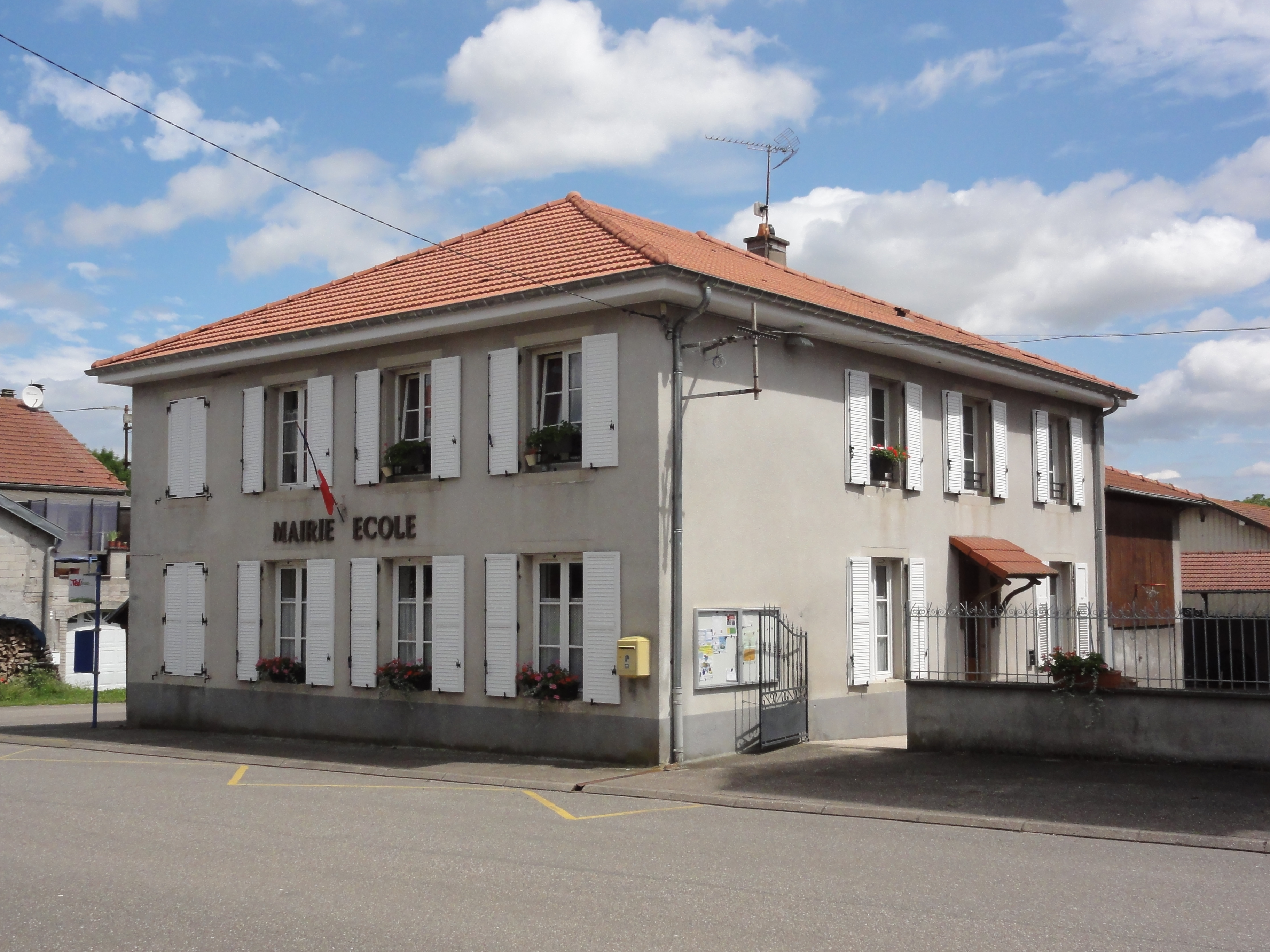
Merostwo i szkoła (2016)
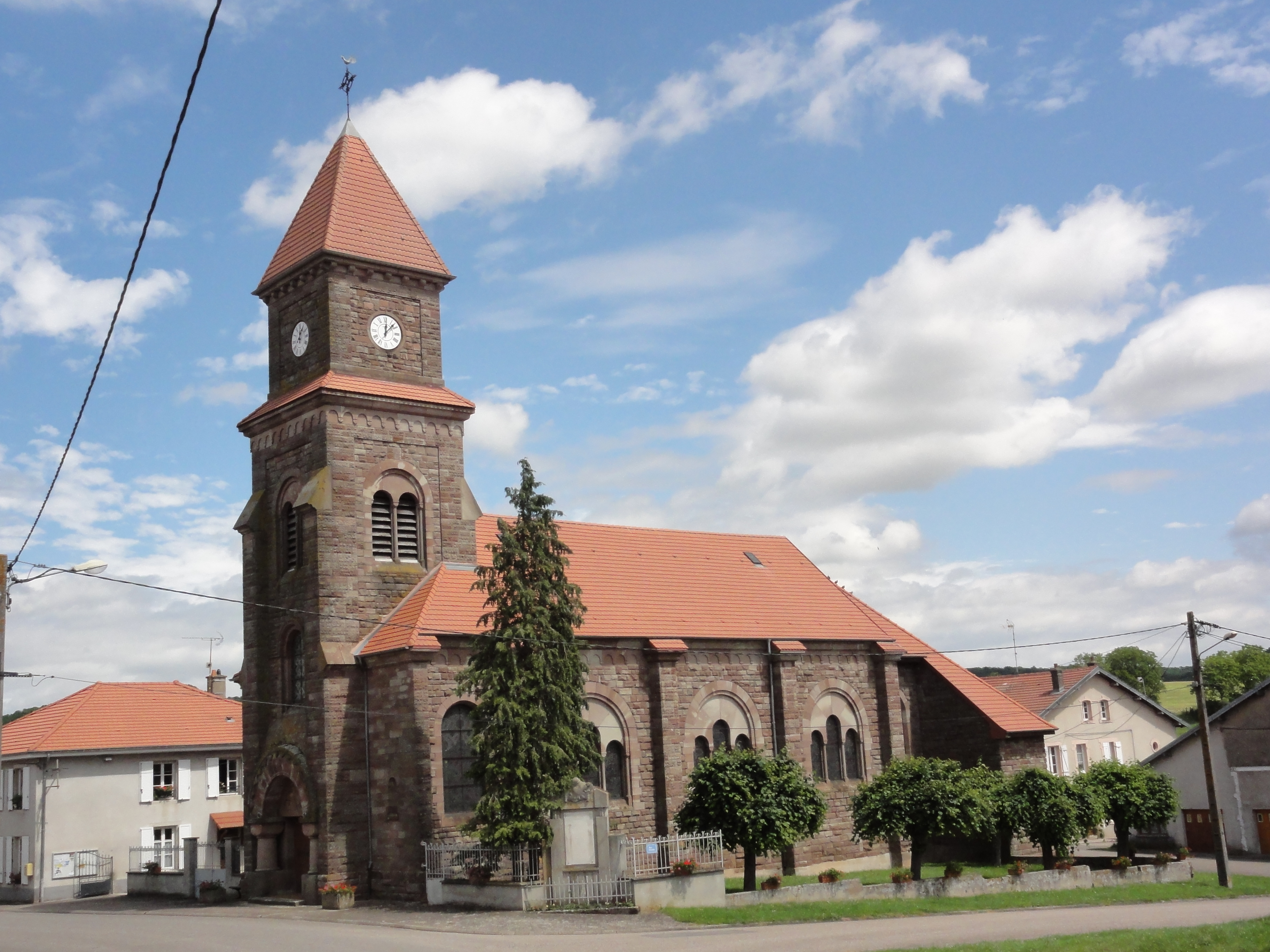
Kościół św. Mariana (2016)

## Populacja

Populacja Bezange-la-Grande w latach 1962–2008